# Bief de partage du canal d'Orléans
Le bief de partage du canal d’Orléans est une section du canal d'Orléans, constituant le point le plus haut du canal. De son extrémité ouest, l’écluse de Combreux, les embarcations peuvent rejoindre la Loire à Orléans par un parcours de 31,8 km présentant une dénivelée de 28,83 m. De son extrémité est, elles peuvent rejoindre le Loing par un parcours de 27,9 km et une dénivelée de 41,31 m. D’une longueur de 5 450 m, il est situé sur les communes de Combreux, Chatenoy, Sury-aux-Bois et Vieilles-Maisons-sur-Joudry.

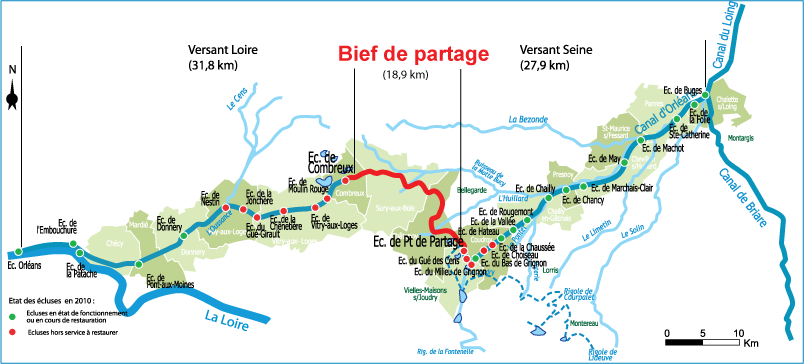
Situation du bief de partage sur le canal d’Orléans

## Historique
Après le creusement par Robert Mahieu d’un premier tronçon entre Vieilles-Maisons-sur-Joudry et Buges entre 1676 et 1678 et son ouverture au transport du bois et du charbon, la construction du canal jusqu’à la Loire est entreprise de 1681 à 1687 et est inaugurée en 1692. La construction du bief de Combreux et de l’écluse de Combreux est réalisée dans cette deuxième phase.
De 1692 à 1793 le canal est en plein essor. De 1 500 à 2 000 bateaux remontent par an la Loire depuis Nantes pour gagner Paris. En 1793 le canal devient bien national. De 1807 à 1860, le canal est géré par une société privée, la Compagnie des canaux d’Orléans et du Loing, puis en 1863 sa gestion est confiée aux Ponts et Chaussées pour 91 ans
De 1908 à 1921, alors que le trafic de marchandises par voie fluviale est en pleine régression, des travaux prolongation du canal entre Combleux et Orléans sont entrepris. Avec l’extinction complète du trafic, le canal est déclassé en 1954 des voies navigables et entre dans le domaine privé de l’État.
En 1978 est créé le Syndicat Mixte de Gestion du Canal d'Orléans, qui a pour objet la gestion, la promotion et l’animation de l’ensemble du domaine du canal. En 1984, le département du Loiret prend la gestion du domaine pour 50 ans, laissant au Syndicat la gestion courante du domaine, qui reste toujours propriété de l’État.

## Descriptif
Le bief de partage du canal d'Orléans s’étend sur une longueur de 18 430 m entre l’écluse de Combreux à l'ouest et l'écluse du Point de Partage à l'est.
Le bief de partage dispose de cinq aires de retournement permettant d'envisager un retournement aisé pour la plupart des bateaux de plaisance. Ces aménagements se distinguent par un élargissement conséquent du canal, au minimum de 4 m, sur une longueur maximale de 12 m. Elles sont situées en amont de l’écluse de Combreux, au droit du château de Combreux, à Sury-aux-Bois, au  lieu-dit Le Four à Chaux, et au lieu-dit Les Aunes.

## Travaux de réhabilitation du canal
Dans le cadre du projet de restauration du canal, des travaux de curage des fonds du bief et de protection des berges sont nécessaires.

### Curage
Les exigences liées à la remise en navigation du canal imposent le gabarit suivant sur le canal : une hauteur d’eau minimale de 1,40 mètre, correspondant à un tirant d’eau de 1,20 mètre et 0,20 mètre de pied de pilote et une largeur de canal en plafond de 8 mètres au moins. Ceci conduira à réaliser des travaux de curage des fonds des biefs pour libérer le tirant d’eau nécessaire aux bateaux. Sur le bief de Partage, un volume total de l’ordre de 83 621 m3 de vases est à curer, soit, pour une longueur de bief curable de 18 840 m, un volume moyen de l’ordre de 4,4 m3/ml.
Selon l’étude stratégique de 2004, la réalisation de ces travaux de curage est proposée dans le scénario à moyen terme, à savoir pour une remise en navigation à l’horizon 2020.

### Protections de berges
3200 mètres de berges naturelles sont à protéger dans le cadre du projet de réhabilitation du canal, pour un coût estimé en 2009 à 511 000 euros HT.

## Écluse de Combreux
Longueur sas : 39,6 m
Largeur sas : 5,2
Cote bief amont : 124.5
Cote bief aval : 123.2 
Cote bajoyer : 120.4
L’écluse de Combreux, à l’ouest du bief de partage, présente une longueur de sas de 39,6 mètres, pour une largeur de 5,2 mètres. Les cotes NGF des différents éléments caractéristiques de l’écluse sont les suivantes : bief amont : 124.5, bief aval : 123.2, arase supérieure du bajoyer : 120.4. La hauteur de chute est donc de 1,3 mètre.
L’écluse de Combreux n’est pas fonctionnelle en l’état. Sa réfection s’inscrit dans le cadre du scénario à moyen terme, à savoir une remise en navigation à l’horizon 2020. Les bajoyers présentent de nombreuses traces de calcite et de la végétation parasite et doivent être réparés. A l’amont, il n’y a pas de porte, mais un batardeau en béton. A l’aval les portes sont ruinées et le système de manœuvre n’est pas fonctionnel. Ainsi les portes amont et aval doivent être remplacées par des portes neuves. Le batardeau en béton doit être démoli et évacué. Une nouvelle passerelle adaptée aux piétons et véhicules légers doit également être posée.

## Écluse du Point de Partage
Longueur sas : 31.5 m
Largeur sas : 5.2 m,
Cote bief amont : 123.45
Cote bief aval : 120.69 
Cote bajoyer : 124.19
L’écluse du Point de Partage, à l’est du bief de partage, présente une longueur de sas de 31,5 mètres, pour une largeur de 5,2 mètres. Les cotes NGF des différents éléments caractéristiques de l’écluse sont les suivantes : bief amont : 123.45, bief aval : 120.69, arase supérieure du bajoyer : 124.19. La hauteur de chute est donc de 2,76 mètres .
L’écluse du Point de Partage n’est pas fonctionnelle en l’état. Sa réfection s’inscrit dans le cadre du scénario à moyen terme, à savoir une remise en navigation à l’horizon 2020. Les bajoyers présentent de nombreuses traces de calcite et de la végétation parasite et doivent être réparés. A l’amont, il n’y a pas de porte, mais un batardeau en béton. A l’aval les portes sont totalement abîmées. Ainsi les portes amont et aval doivent être remplacées par des portes neuves. Le batardeau en béton doit être démoli et évacué. Une nouvelle passerelle adaptée aux piétons et véhicules légers doit également être posée.